# ريتا بريغز
ريتا بريغز (بالإنجليزية: Rita Briggs)‏ هي لاعب كرة قاعدة أمريكية، ولدت في 27 مارس 1929 في آير ‏ في الولايات المتحدة، وتوفيت في 6 سبتمبر 1994 في كالامازو في الولايات المتحدة.